# Ghiacciaio Sefton
Il ghiacciaio Sefton è un ghiacciaio lungo circa 18 km situato nella regione meridionale della Terra di Oates, nell'Antartide orientale. Il ghiacciaio, il cui punto più alto si trova a circa 1800 m s.l.m., si trova nell'entroterra della costa di Shackleton e ha origine dal versante nord-occidentale dei monti Churchill, poco a sud-ovest dell'altopiano di Kent, da cui fluisce verso nord-nord-ovest, scorrendo, nella sua parte finale, lungo il versante occidentale dei picchi Rundle, fino a unire il proprio flusso a quello del ghiacciaio Byrd.

## Storia
Il ghiacciaio Sefton è stato mappato da membri dello United States Geological Survey (USGS) grazie a fotografie aeree scattate dalla marina militare statunitense (USN) nel periodo 1960-62, e così battezzato dal Comitato consultivo dei nomi antartici in onore di Ronald Sefton, un fisico della ionosfera di stanza alla base di ricerca Byrd nella stagione invernale del 1962 e del 1964.